# 阿里夫·达里拉
阿里夫·达里拉（阿拉伯语：‎，1942年—）毕业于莫斯科大学，是叙利亚经济学家和前大马士革大学的教授，2002年，他因“试图推翻宪法，煽动武装叛乱和散布虚假信息”被判刑10年监禁，他曾参加大马士革之春，2008年被叙利亚总统巴沙尔·阿萨德赦免。

## 生平
1942年，达里拉出生在拉塔基亚，后获得莫斯科大学经济学博士学位。1980年代，他在科威特工作，后来回到叙利亚，出任大马士革大学经济学教授。1998年，达里拉抨击总统哈菲兹·阿萨德的经济政策而被禁止教学工作。达里拉被解职后，在叙利亚人民委员会工作。
2000年，达里拉参加了“大马士革之春”，总统哈菲兹·阿萨德去世后，其子巴沙尔·阿萨德出任总统，他通过军事手段镇压公民示威游行，将达里拉逮捕，大批大马士革之春社会活动家被逮捕。2001年9月9日，达里拉再度呼吁建立民主和透明公正的政府，结束腐败。他曾演讲《叙利亚经济：问题和解决方案》，为叙利亚日益恶化的经济开出药单，呼吁废除国家垄断。
达里拉被警察殴打后接受审讯，2002年7月31日，达里拉被判处10年有期徒刑。
法国政府和美国政府随后表示反对，敦促叙利亚政府释放达里拉。2006年，美国总统乔治·W·布什在演讲中提到达里拉作为一个政治囚犯是不公平的，巴沙尔·阿萨德针锋相对回应，“反对外国干涉叙利亚国内事务”。国际特赦组织把达里拉列为良心犯。美国笔会指出把达里拉羁押不符合国际标准。
达里拉被羁押后，患上了糖尿病和心脏病，期间还经历了一次心脏手术，2005年7月，他开始绝食运动。2006年5月，达里拉中风。
2008年8月7日，总统巴沙尔·阿萨德特赦达里拉，他是大马士革之春判刑最长时间的人，10年有期徒刑坐了7年牢狱，大部分时间是单独监禁。
2011年，阿拉伯之春爆发，叙利亚也发生了民主运动，达里拉在家乡城市拉塔基亚宣传民主运动。
达里拉在全国民主变革力量民族协调机构争取民主变革，要求和平的方式促使总统巴沙尔·阿萨德下台。